# 鞴

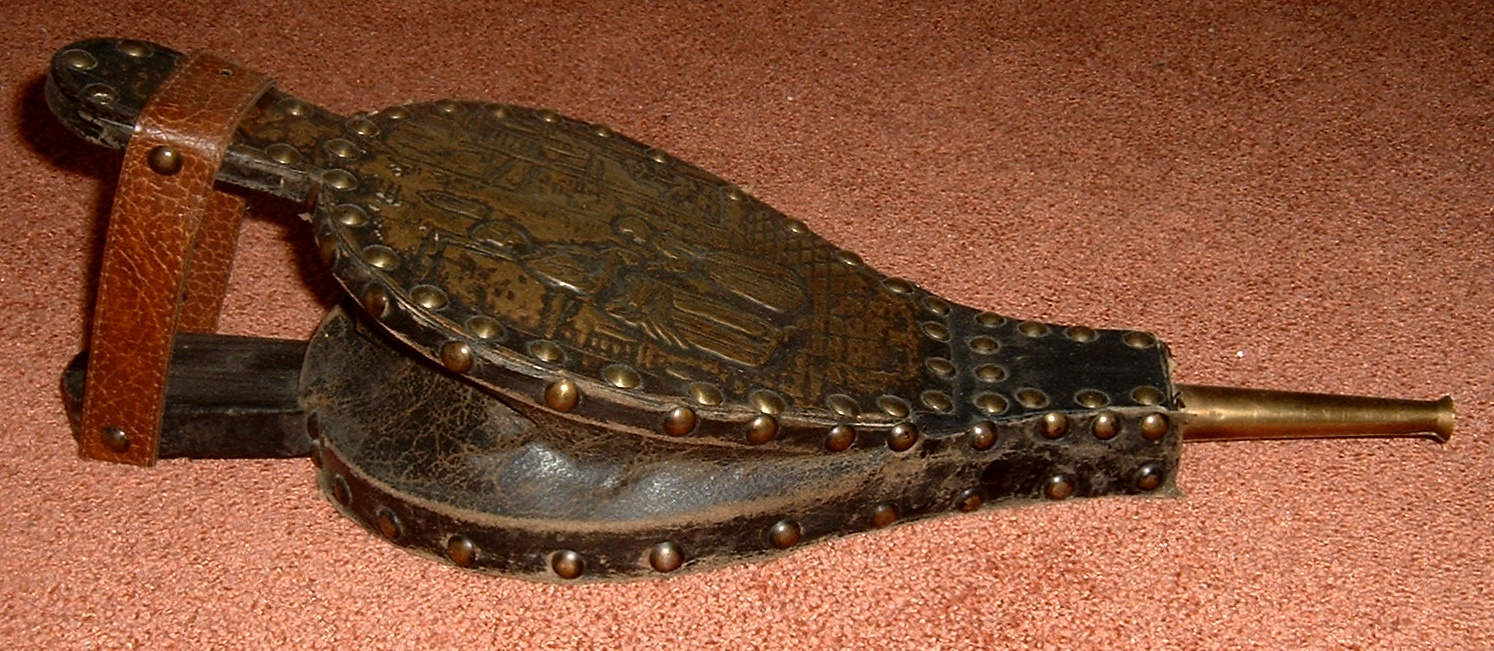
鞴

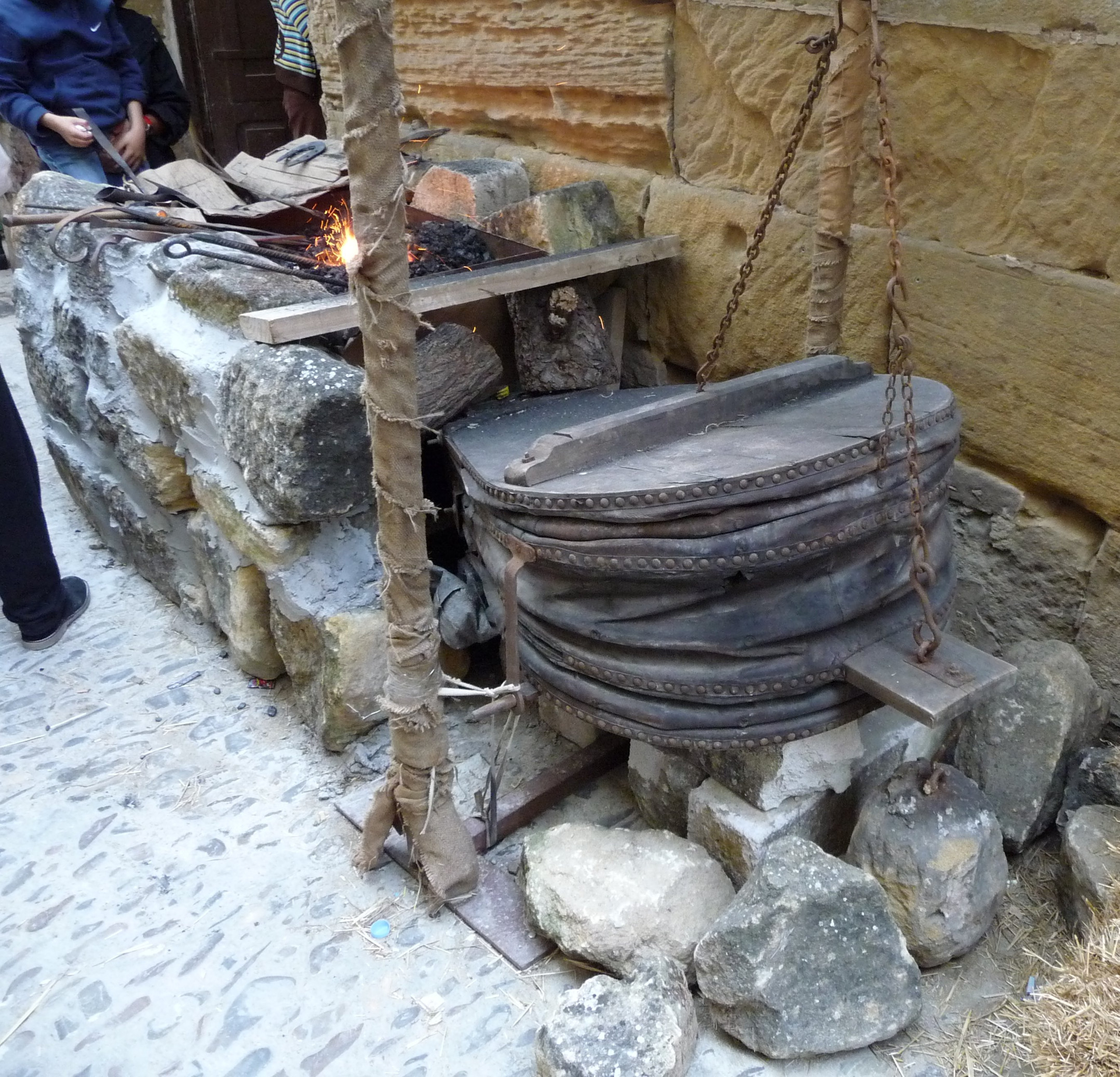
燃焼に使用される鞴

鞴（ふいご、英: bellow）は、気密な空間の体積を変化させることによって空気の流れを生み出す器具。金属の加工、精錬などで高温が必要となる場合に、燃焼を促進する目的で使われる道具を指す。街の鍛冶屋で使われるような小型のものもあれば、たたら製鉄などで使われる足踏み式の蹈鞴（たたら）もある。

## 構造
気密で体積が可変となるような空間を作る方法は多数あり、単なる皮袋を用いるものや蛇腹構造を用いるもの、さらには長方形の箱をシリンダーとして、中に精密に取り付けられた板をピストンとして上下させる箱鞴などもある。
回転式の原動機と組み合わせやすいよう、クランク機構を用いた作動方式もある。
いずれも、空気の流れが一方向のみとなるよう、吸気口と排出口に受動式の逆止弁を備える。

### 蛇腹
一般的な下図にて示した構造では、下側の2つの取っ手をそれぞれ両手で持ち、片開きの蛇腹を広げた際に吸気し(1)、押し縮めた際に上側のノズル(2)から排気（送風）する。吸気口(3)とノズルは弁構造になっており、ノズルから吸気したり、吸気口から排気されてしまったりするいわば逆流することのない構造になっている。
吸気と排気を交互に行う構造上、連続して空気を送り出すことは出来ないが、二つ以上の鞴を組み合わせて交互に吸排気すれば連続した送風が可能となる。

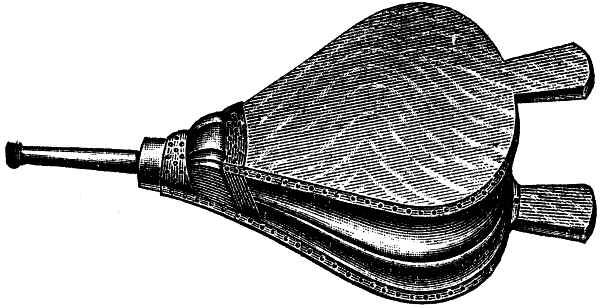
鞴
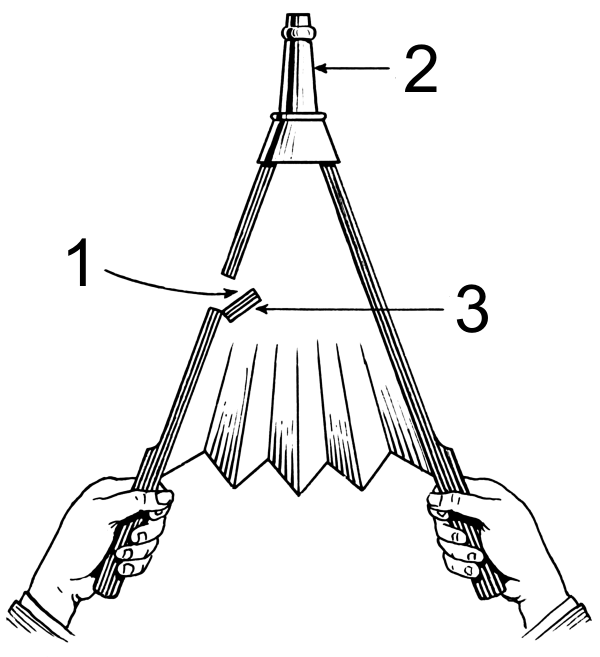
構造図 1.吸い込むように穴から空気が入る。 2.穴から勢いよく空気が放出される。 3.弁。開いたり閉じたりする。

### 箱鞴
箱の中には2組ずつの吸気弁と排出弁が組み込まれている。板を直角につけた棒をピストンのように押し引きすることで吹き口から風を送り出す。

## 用途

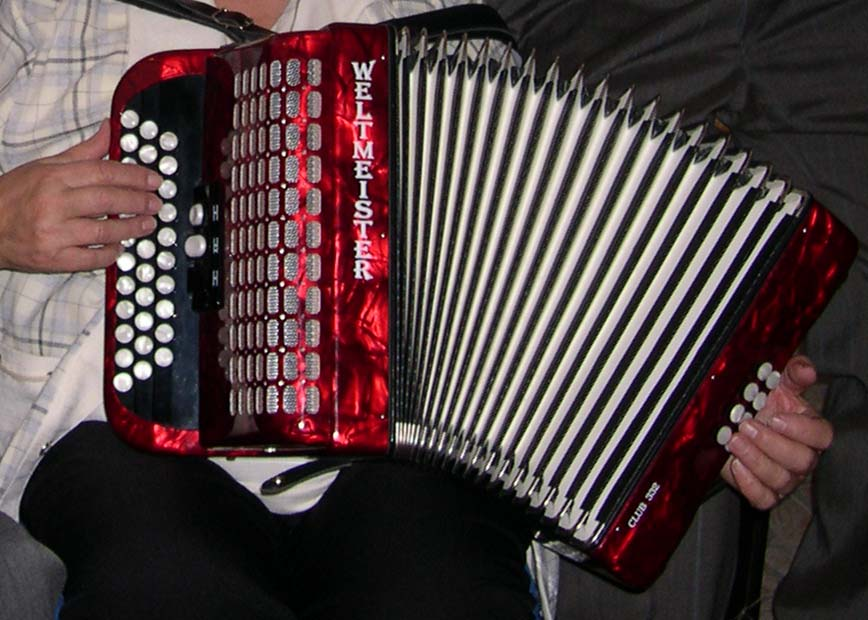
アコーディオン

同様の構造をもつ送風装置はさまざまな用途で用いられており、とくに楽器の分野に多く見られる。リードオルガンの足踏み式の鞴や、アコーディオンの物等が身近な例であろう。古くはパイプオルガンの送風にも大きな鞴が用いられ、多人数の裏方による人力で送風して演奏を可能にしていた。変わったところでは、エアソフトガンの発射機構に採用された例もある(バルグヘッド式)。

## 特徴
他の形式の送風装置としてファンを用いたものがあるが、それに比べると送風圧を大きくしやすく調整が容易であるという利点がある。また、人力での操作が簡単であるということも利点といえる。一方で、動作速度を上げるのが困難であり、絶対的な送風量を確保するためには気室の大きさを更に大きくする必要があるなどの問題がある。